# Alpenverein Villach
Der Alpenverein Villach ist eine Sektion des Österreichischen Alpenvereins. Er wurde 1870 gegründet und ist mit 10.618 Mitgliedern eine der größten Sektionen des ÖAV und einer der größten Sportvereine Österreichs.

## Hütten

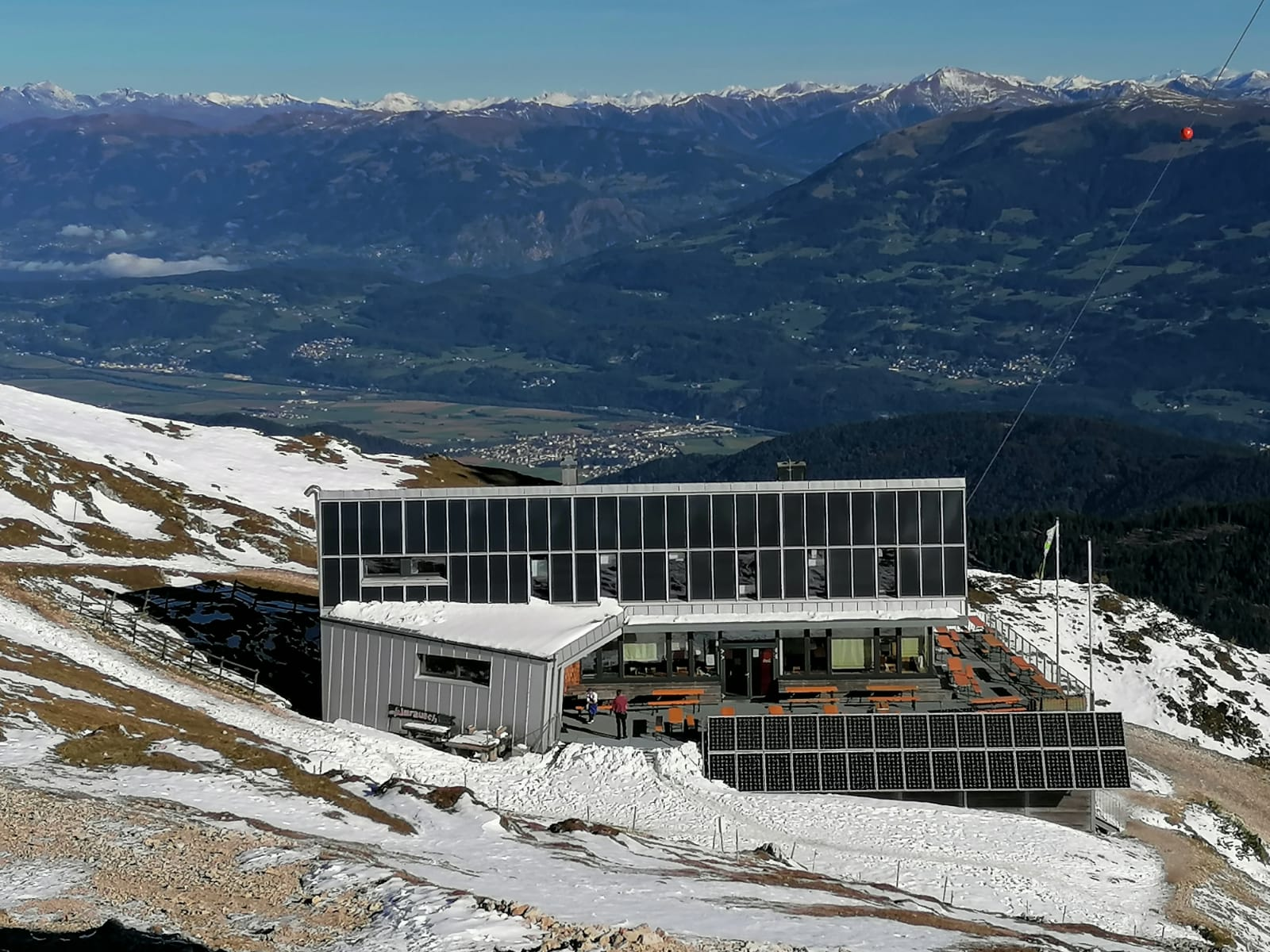
Das Dobratsch-Gipfelhaus auf

- Bertahütte
- Dobratsch-Gipfelhaus
- Gerlitzenhütte
- Glockner-Biwak
- Villacher Hütte

## Ehemalige Hütte
- Feldnerhütte

## Bekannte Mitglieder
- Josef Aichinger
- Theodor Janisch